# Vela nos Jogos Olímpicos de Verão de 2008 - Yngling
As regatas da classe Yngling feminino foram realizadas no Centro Internacional de Vela de Qingdao entre 9 e 17 de agosto. 15 barcos competiram. Das dez regatas programadas antes da "Medal Race", apenas oito foram realizadas, devido às condições climáticas da baía de Qingdao.

## Formato da competição
Em cada uma das oito primeiras regatas, os barcos recebem pontos de acordo com a sua colocação final (o vencedor recebe um ponto, o segundo recebe dois pontos etc). Ao final das oito regatas, o pior resultado de cada equipe foi descartado. Os dez barcos com menos pontos se classificaram para a "Medal Race" (Regata da Medalha). Essa regata vale o dobro dos pontos e seu resultado não pode ser descartado.

## Medalhistas
| Ouro   | GBR Sarah Ayton, Sarah Webb e Pippa Wilson                    |
| Prata  | NED Mandy Mulder, Annemieke Bes e Merel Witteveen             |
| Bronze | GRE Sofia Bekatorou, Sofia Papadopoulou e Virginia Kravarioti |

## Resultados
A "Regata M" é a "Regata da Medalha", da qual só participam os dez primeiros colocados das regatas anteriores. Os resultados riscados foram descartados pelas equipes.
| Pos. | Atletas                                                             | Regata | Regata | Regata | Regata | Regata | Regata | Regata | Regata | Regata | Pontos |
| Pos. | Atletas                                                             | 1      | 2      | 3      | 4      | 5      | 6      | 7      | 8      | M      | Pontos |
| ---- | ------------------------------------------------------------------- | ------ | ------ | ------ | ------ | ------ | ------ | ------ | ------ | ------ | ------ |
|      | GBR Grã-Bretanha Sarah Ayton Sarah Webb Pippa Wilson                | 2      | 3      | 4      | 7      | 4      | 2      | 2      | 5      | 1      | 24     |
|      | NED Países Baixos Mandy Mulder Annemieke Bes Merel Witteveen        | 9      | 1      | 2      | 13     | 1      | 5      | 4      | 1      | 4      | 33     |
|      | GRE Grécia Sofia Bekatorou Sofia Papadopoulou Virginia Kravarioti   | 10     | 12     | 9      | 3      | 2      | OCS    | 3      | 3      | 3      | 48     |
| 4    | GER Alemanha Ulrike Schümann Ute Höpfner Julia Bleck                | 8      | 7      | 7      | 11     | 11     | 3      | 5      | 13     | 2      | 56     |
| 5    | AUS Austrália Krystal Weir Karyn Gojnich Angela Farrell             | 1      | 11     | 6      | 12     | 7      | 7      | 10     | 8      | DSQ    | 57     |
| 6    | RUS Rússia Ekaterina Skudina Diana Krutskikh Natalia Ivanova        | 3      | 8      | 12     | 10     | 15     | 1      | 6      | 6      | 5      | 58     |
| 7    | FRA França Anne le Helley Catherine Lepesant Julie Gerecht          | 4      | 15     | 1      | 14     | 5      | 10     | 10     | 2      | 5      | 62     |
| 8    | USA Estados Unidos Sally Barkow Carrie Howe Deborah Capozzi         | 14     | 2      | 8      | 5      | 6      | 11     | 1      | 10     | 9      | 63     |
| 9    | CHN China Song Xiaqun Yu Yanli Li Xiaoni                            | 7      | 5      | DSQ    | 4      | 13     | 6      | 8      | 4      | 8      | 65     |
| 10   | NOR Noruega Siren Sundby Lise Birgitte Fredriksen Alexandra Koefoed | 12     | 13     | 5      | 1      | 3      | 13     | 12     | 11     | 7      | 71     |
| 11   | FIN Finlândia Silja Lehtinen Maria Klemetz Livia Väresmaa           | 6      | 6      | 3      | 8      | 10     | OCS    | 15     | 12     |        | 60     |
| 12   | RSA África do Sul Dominique Provoyeur Kim Rew Penny Alison          | 13     | 10     | 11     | 2      | 12     | 8      | 13     | 7      |        | 63     |
| 13   | CAN Canadá Jennifer Provan Martha Henderson Katie Abbott            | 5      | 4      | 10     | 15     | 9      | 12     | 11     | 15     |        | 66     |
| 14   | ESP Espanha Mónica Azón Sandra Azón Graciela Pisonero               | 11     | 9      | 14     | 6      | 14     | 4      | 14     | 9      |        | 67     |
| 15   | ITA Itália Chiara Calligaris Francesca Scognamillo Giulia Pignolo   | 15     | 14     | 13     | 9      | 8      | 9      | 7      | 14     |        | 74     |

- OCS: Largada queimada
- DSQ: Desclassificado